# Анастас Стоянов (революционер)
Вижте пояснителната страница за други личности с името Анастас Стоянов.
Анастас (Насту, Насте) Стоянов (Стоян) е български революционер от влашки проихзод, деец на Вътрешната македоно-одринска революционна организация.

## Биография
Анастас Стоянов е роден през 1884 година в град Крушево, тогава в Османската империя. Присъединява се към ВМОРО и в 1903 година през Илинденско-Преображенското въстание е четник в I отряд на Крушевската република под войводството на Андрей Докурчев. В 1907 година е четник в четата на Александър Кошка.
При избухването на Балканската война в 1912 година Анастас Стоянов е доброволец в Македоно-одринското опълчение и служи в четата на Методи Стойчев, а след това в Сборна партизанска рота на МОО.